# ようこそ東映殺影所へ
『ようこそ東映殺影所へ』（ようこそとうえいさつえいじょへ）は、東映・Xstream46にて2021年8月13日より配信されたウェブドラマ作品である。

## 概要
東映の配信ファーストブランド「Xstream46」第3弾作品。東京・練馬区に実在する「東映東京撮影所」を舞台にしたミステリーホラー。主演のアイドルグループ「ウィッシュ」役には東映特撮作品に出演した桃月なしこ、工藤遥。ガールガンレディで注目を浴びた寺本莉緒を配置する。「東映東京撮影所」にまつわる噂や小ネタも随所に挟んでいる。
正式配信日は2021年8月13日であるが、2021年7月9日より東映公式MIRAIL、ひかりTV、RakutenTV、DMM.com、iTunes Storeなど一部配信サイトで7月9日より特典メイキング映像付きで先行配信。Amazonプライムビデオなどでは本編のみを同日より先行配信する。なお、正式配信日は「13日の金曜日」にちなんだもの。
2022年4月27日に本編尺と同じ46分の特典映像を加えたDVD発売。

## あらすじ
売れないアイドルグループ「ウィッシュ」のサキ、カホ、メイの3人。彼女たちのもとに東映の大ヒットJホラー映画『ユガミ』の続編『ユガミII』の出演オファーが届く。これは売れるチャンスだと3人は台本を大切に抱え、大泉にある東映撮影所の門を潜るのだが…。

## 登場人物
サキ
演 - 桃月なしこ
売れないアイドルグループ「ウィッシュ」メンバー。25歳。
カホ
演 - 寺本莉緒
売れないアイドルグループ「ウィッシュ」メンバー。19歳。
メイ
演 - 工藤遥
売れないアイドルグループ「ウィッシュ」メンバー。21歳。
岩井浩平
演 - 富田健太郎
俳優。エミーの中の人。
松田世那
演 - 川村海乃
映画のヒロイン役を務める女優。
古田
演 - 若林元太
東映の助監督。
未梨
演 - 未梨一花　
アイドル。
雪月
演 - 雪月彩瑛
アイドル。
明日美
演 - 久遠明日美
アイドル。
ヤマモト
演 - 田中要次
映画監督。妥協を許さないことで有名。
皆川
演 - 嶋田久作
撮影所の所長。足が不自由で杖をついている。

## スタッフ
- 監督：髙橋浩[5]
- 脚本：光伸春／髙橋浩
- 音楽：海田庄吾
- 音楽制作：東映音楽出版株式会社
- 撮影：西村陽一郎
- 美術：神田論（A.P.D.J）
- 照明：石川尚正
- 録音：平直樹
- VE：常川裕二
- 特殊造形：梅沢壮一
- 編集：柳沢和子
- 音響効果：木下美帆
- 整音：長谷川真鷹
- 助監督：田口仁
- 着ぐるみ協力：FOCUS、ソイチウム
- 撮影協力：アミュージアム大泉店
- 特別協力：『スーパー戦闘 純烈ジャー』（C）東映ビデオ、『シリーズ怪獣区 ギャラス』（C）東映特撮ファンクラブ
- 協力：だだだ、キャトル、サウンドライズ、東京美工、東京衣装、三映印刷、アーバンアクターズ、東映デジタルラボ、東映ラボ・テック、東映デジタルセンター
- 製作：吉村文雄
- チーフプロデューサー：中野剛
- プロデューサー：岡部圭一朗
- プロダクション統括：木次谷良郎
- 制作プロダクション：東映東京撮影所
- 製作著作：東映